# Малі щипавки
Малі щипавки (Labiidae) — родина щипавок (Dermaptera). Космополітична родина, що включає понад 500 видів у 40 родах.

## Поширення
Родина поширена на всіх материках. В Європі зафіксовано 5 видів, з них в Україні лише один вид.

## Опис
Щипавки середнього розміру, не більше 1,5 см завдовжки. Для представників цієї родини характерна наявність у самців єдиного копулятивного апарату та одного статевого члена (phallus). Антени мають менше 12 члеників. Малі щипавки мають перетинчасті літаючі крила під маленькими криючими.

## Спосіб життя
я Малі щипавки ведуть нічний спосіб життя і активні теплими вечорами та ночами. Багато видів добре літають і можуть літати на великі відстані. Відкладання яєць і розвиток відбувається навесні і на початку літа в компості з відносно високою температурою і вологістю, в найтепліших внутрішніх частинах, де температура становить 18-25 °C. Яйця вилуплюються через 7-12 днів. Самиця доглядає за яйцями і німфами два-три тижні. Час від відкладання яєць до повного розвитку дорослої комахи залежить від температури в компості. У гарячому компості він становить близько трьох місяців, а при нижчій температурі довше.

## Роди
Виділяють наступні роди:
- Auchenomus Karsch, 1886
- Barygerax Hebard, 1917
- Caecolabia Brindle, 1975
- Chaetolabia Brindle, 1972
- Chaetospania Karsch, 1886
- Circolabia Steinmann, 1987
- Cosmogerax Hebard, 1933
- Eugerax Hebard, 1917
- Filolabia Steinmann, 1989
- Formicilabia Rehn & Hebard, 1917
- Gerax Hebard, 1917
- Homotages Burr, 1909
- Irdex Burr, 1911
- Isolabella Verhoeff, 1902
- Isolaboides Hincks, 1958
- Isopyge Borelli, 1931
- Labia Leach, 1815
- Marava Burr, 1911
- Mecomera Audinet-Serville, 1838
- Nesogaster Verhoeff, 1902
- Nesolabia Hincks, 1957
- Paralabella Steinmann, 1990
- Paralaboides Steinmann, 1989
- Parapericomus Ramamurthi, 1967
- Paraspania Steinmann, 1985
- Paratages Srivastava, 1987
- Pericomus Burr, 1911
- Pseudomarava Steinmann, 1989
- Pseudovostox Borelli, 1926
- Purex Burr, 1911
- Ramamurthia Steinmann, 1975
- Rudrax Srivastava, 1995
- Sparatta Audinet-Serville, 1838
- Sphingolabis de Bormans, 1883
- Spirolabia Steinmann, 1987
- Spongiphora Audinet-Serville, 1831
- Spongovostox Burr, 1911
- Strongylolabis Steinmann, 1986
- Strongylopsalis Burr, 1900
- Vandex Burr, 1911
- Vostox Burr, 1911
- Yepezia Brindle, 1982
- † Sinolabia Zhou & Chen, 1983